# Simone II de Ventimiglia

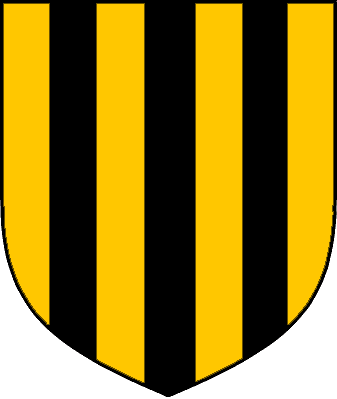
Casa de Alliata.

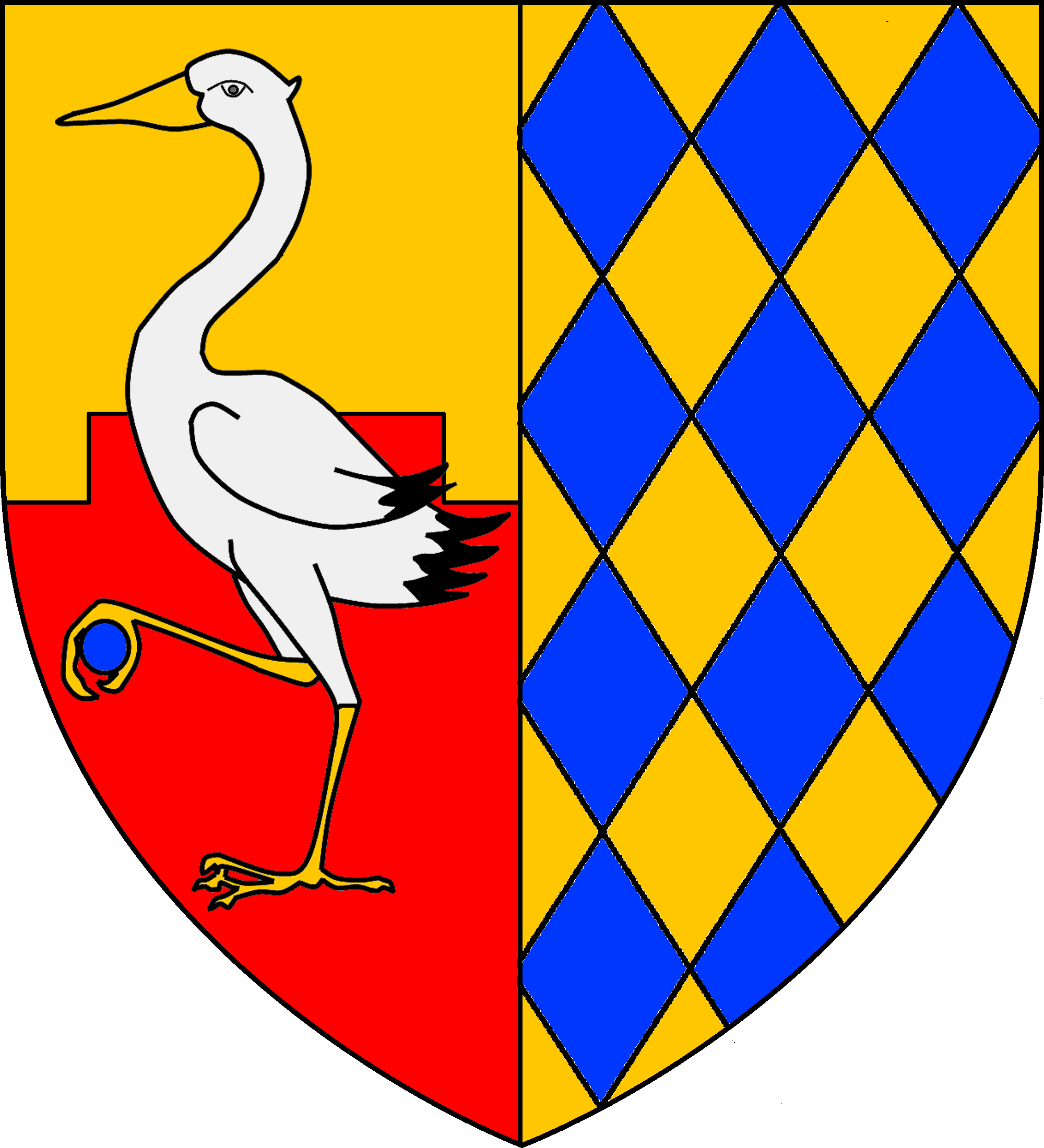
Casa de Lagrúa

Simone II de Ventimiglia de Montcada (1528-14 de septiembre de 1559), hermano del anterior titular Giovanni II de Ventimiglia y Moncada y por lo tanto también hijo de Simone I de Ventimiglia y Folch de Cardona (1485-1545) y de doña Isabel de Montcada, viuda de su hermano Filippo de Ventimiglia, con el que estuvo casado en primeras nupcias, pero no tuvieron descendencia e hija de Guillén Ramón de Montcada, conde de Caltanissetta, Adernó y Agusta, Maestre Justicier de Sicilia, y de su esposa y pariente la condesa Conticela de Montcada.

## Títulos
- XXI Conde de Geraci.
- VII Marqués de Irache.[2]
- Barón de Pettineo.
- Señor de Castelbuono, Tusa, Gangi y Castelluccio.[3]
- Stratigoto[4] de Messina en 1550 y 1551.
- General del cuerpo de caballería en la batalla de San Quintín (1557).
- Vicario del virrey en Valdemone contra los turcos en 1559.
- Gran almirante del reino de Sicilia.[5]

## Biografía
El 25 de marzo de 1549, Simone de Ventimiglia fue nombrado vicario para Val Demone, con Diritto di merum et mixtum inperium, con competencia para coordinar los esfuerzos militares de todo el valle. Simone fue nombrado en sustitución de Pedro de Luna, conde de Caltabellotta.
El 13 de julio de 1551 la armada turca cruzó por el canal de Mesina. Estaba compuesta por 105 galeras y 30 naves de guerra. El virrey Juan de Vega, preparándose para lo peor y teniendo por seguro que la ciudad de Mesina estaba bien defendida, decidió reforzar los enclaves de Siracusa y Augusta, también objetivos dentro de la ruta de la armada enemiga, enviando para ello al conde-marqués Simone con un ejército de 700 caballeros, que se dirigió a los llanos de Catania, punto equidistante de los dos posibles objetivos y donde acampó a la espera de los próximos movimientos del enemigo. La flota no pasó de largo: en represalia por las recientes incursiones cristianas en África, tomaron la ciudad de Augusta, haciéndose fuertes en el castillo de Sant Angelo. Estando en las proximidades el conde-marqués Simone con su ejército, acudió en auxilio de la ciudad, logrando recuperar la fortaleza solo tras una dura batalla, causando más de 200 bajas entre las filas enemigas, que se defendieron valerosamente. Los que pudieron embarcar y huir, recalaron en la isla de Gozzo, capturando a todos sus habitantes para la trata de esclavos y reduciendo a cenizas todo lo que no pudieron expoliar.
En noviembre de ese mismo año se nombró Stratigoto de Mesina al conde-marqués, con gran "satisfacción y júbilo" del pueblo.
El 2 de enero de 1553 partió el conde-marqués hacia Catania para recibir al virrey, donde encontró al abad Maurolico, que había sido llamado por el virrey para instruir en matemáticas y ciencias a su propio hijo. Francesco Maurolico había sido nombrado abad de Santa María del Parto por el propio Simone el año anterior.
Más tarde se presentó ante el emperador Carlos I, expresando su voluntad de entrar a su servicio.
El 16 de enero de 1556 y en representación del reino de Sicilia, fue testigo de la abdicación del emperador Carlos I de España y V de Alemania a favor de su hermano Fernando y de su propio hijo Felipe II.
En 1557 participó en la batalla de San Quintín, con el cargo de general de caballería y bajo el mando de Manuel Filiberto de Saboya.
Murió el 14 de septiembre de 1559 como consecuencia de unas fiebres terciarias contraídas en su campaña contra los turcos en Val Demone, a los 31 años de edad. A su muerte, dejó una situación financiera crítica, que heredó su hijo Giovanni III de Ventimiglia.

### La baronía de Ciminna
La baronía de Ciminna perteneció originalmente a Matteo Sclafani, cuya hija Luigia casó en 1333 con Guglielmo de Peralta aportándola como dote y este la permutó por Terra di Giuliana el 26 de mayo de 1369 con Guglielmo de Ventimiglia, hijo de Francesco I de Ventimiglia.
Guglielmo de Ventimiglia tuvo dos hijas, María y Antonia, fruto de su segundo matrimonio con Brigida Alliata, hija de Giacomo barón de Castellammare. Cuando murió improvisadamente el 28 de mayo de 1552 en Ciminna, le sucedió su primogénita María, con tan solo 14 años de edad, la cual fue casada a continuación con Simone II de Ventimiglia, VII marqués de Irache. Así entró Ciminna en la casa de Ventimiglia. Antonia (+15 de agosto de 1606), la segunda hija, casó con Mario II Graffeo (*27 de diciembre de 1550,+1587), XVI barón de Partanna.
De María y Simone II nació Giovanni III de Ventimiglia, que heredó Ciminna a la muerte de su madre. Pero este último también murió sin descendencia legítima, por lo que se interrumpió nuevamente la línea de sucesión.
Cabe recordar que los estatutos constitucionales de Ciminna, a diferencia de Geraci, si permitían la herencia por vía femenina.
Rota la línea sucesoria, Geraci fue heredado por Giuseppe I de Ventimiglia pero Ciminna, cuya constitución feudal si permitía la herencia femenina, revirtió en los herederos de Antonia, la hermana menor de María y segunda en la línea de sucesión, cuyo hijo Guglielmo I Graffeo, XVII barón de Partanna y I príncipe de Partanna (privilegio de Felipe IV de España), fue finalmente el titular. Así salió Ciminna de la casa de Ventimiglia.
Más tarde, el 14 de julio de 1634, Partanna es convertido en ducado por don Felipe IV de España
El feudo de Ciminna perteneció a la casa de Partanna hasta 1812, año en que se abolió el feudalismo en Italia.

## Matrimonio y descendencia
Casó en Messina en agosto de 1552 con María Ventimiglia y Alliata (*1539,+Palermo enero de 1585), baronesa de Sperlinga y de Ciminna (investida en 1553), hija de Guglielmo de Ventimiglia (*1484-1490?,+28 de mayo de 1552 en Ciminna), capitán de armas a Guerra VIII barón de Ciminna y de Sperlinga y de su esposa Brígida Alliata LaGrua, hija de Giacomo Alliata, barón de Castellammare. Fue heredera del estado de Ciminna y del feudo de Sperlinga a la muerte de su padre y testó en Palermo el 06/01/1584 ante el notario Antonio Occhipinti. La boda se celebró durante 3 días, con giostras y otros juegos populares, dejando un prolongado recuerdo entre la población por su inusual fasto. El Abad Maurolico, célebre matemático de la época, compuso para la ocasión una eruditísima composición.
- Giulia (+diciembre de 1560).
- Giovanni III de Ventimiglia, VIII marqués de Irache, que sigue.

## Cambios territoriales en el feudo
- Vendió el feudo de Macellaro con pacto de rescate por la suma de 3.000 onzas.
- Vendió el feudo de San Mauro (con Mallia, Colombo, Gallina e Sademi) con pacto de rescate por la suma de 1.640,27 onzas en 1555.
- Vendió también, entre 1556 y 1559 el feudo di Bonanotte, Cirrito, Ciambra, Palminteri e Cirritello, con pacto de rescate por la suma de 1.660 onzas.

## Línea de sucesión en elmarquesado de Irache
| Predecesor: Giovanni II de Ventimiglia y de Luna | Casa de Ventimiglia 1528-1560 | Sucesor: Giovanni III de Ventimiglia |